# 和央明
和央 明（わお あきら、5月1日 - ）は、日本の漫画家。女性。愛知県出身。血液型はB型。
2005年、小学館の『ちゃおDX』春号にて掲載された「ハイカラ恋らんまん」でデビュー。以後、『ちゃお』を中心に活動中。既婚。
2017年2月23日に女児を出産し、ちょうど2年後の2019年2月23日に男児を出産した。

## 作品リスト

### 連載作品
- 特攻サヤカシリーズ
  - 特攻サヤカ☆夜露死苦（『ちゃお』2007年5月号 - 7月号） - 初連載作
  - 特攻サヤカ☆愛羅武勇（『ちゃお』2007年9月号 - 12月号）
  - 特攻サヤカ☆仏恥義理（『ちゃお』2008年2月号 - 7月号）
  - 特攻サヤカ☆天下無敵（『ちゃお』2008年9月号 - 2009年2月号）
- 姫ギャル♥パラダイスシリーズ
  - 姫ギャル♥パラダイス（『ちゃお』2009年5月号 - 10月号）
  - 姫ギャル♥パラダイス アゲアゲMAX系（『ちゃお』2009年12月号 - 2012年10月号[3]）
- てぃんくる☆コレクションシリーズ
  - てぃんくる☆コレクション ハッピーKAWAiiiiiii革命♥ （『ちゃお』2013年1月号[4] - 10月号）
  - てぃんくる☆コレクション ハイテンション!! （『ちゃお』2014年1月号 - 6月号）
- 美女でナイト!シリーズ
  - 美女でナイト!（『ちゃお』2014年9月号[5] - 2015年2月号）
  - 美女でナイト!ゴージャス（『ちゃお』2015年5月号 - 10月号[6]）
- GAL（ギャル）☆せんせーしょん（『ちゃお』2016年2月号[7] - 7月号）
- だいすき! チェリー&Coシリーズ
  - だいすき! チェリー&Co（『ちゃお』2016年10月号[8] - 12月号）
  - だいすき! チェリー&Coプレミアム（『ちゃお』2017年4月号[9] - 6月号）
- 婚活の女王様〜まさか私が婚活なんて〜（『&フラワー』2018年34号・46号・2019年8号）※不定期連載
- おさわがセレブ♡さくらちゃん（『ちゃおDX』[10]2020年5月号 - 2021年11月号）
- ミモザに恋して♡（『ちゃおDX』2022年1月号 - 2022年9月号[11]）
- ギャルまんが家がママになりました（『ちゃおコミ』2023年1月7日[12] - ）

### 読み切り作品
- ハイカラ恋らんまん（『ちゃおDX』2005年春号） - デビュー作
- 歌劇の花道（『ちゃおDX』2005年初夏号）
- ブスロリ★ビジュアル系（『ちゃおDX』2005年冬号）
- カブキ☆ヒーロー（『ちゃおDX』2006年初夏号）
- ウチら愛怒流!!夜露死苦（『ちゃおDX』2006年夏号）
- あっぱれ忍者!よもぎ（『ちゃお』2006年11月号）
- よいこ特攻番長（『ちゃおDX』2006年冬号）
- ヤンキー忍者★雅（『ちゃおDX』2007年春待ち大増刊号）
- 姫ギャル♥パラダイス アゲぽよMAX!!番外編「朝イチ!とちおとめ!!」（『ちゃおDX』2011年初夏の大増刊号）
- 姫ギャル♥パラダイス アゲぽよMAX!!番外編「ジュエリーとミルクのティータイム」（『ちゃおDX』2011年秋の大増刊号）
- 姫ギャル♥パラダイス アゲぽよMAX!!番外編「とちおとめ&姫子ふたりっきりの休日」（『ちゃおDX』2011年冬の大増刊号）
- 姫ギャル♥パラダイス アゲぽよMAX!!番外編「チークのチーク教室」（『ちゃおDX』2012年春の超大増刊号）
- 愛のオレ流コスプレ先生☆オレオ（『ちゃお』2023年3月号[13]）

### 書籍
- 特攻サヤカ☆夜露死苦
- 特攻サヤカ☆愛羅武勇
- 特攻サヤカ☆仏恥義理
- 特攻サヤカ☆天下無敵
- 姫ギャル♥夜露死苦
- 姫ギャル♥パラダイス（全7巻）
- てぃんくる☆コレクション（全4巻）
- 美女でナイト!（全2巻）
- GAL（ギャル）☆せんせーしょん
- だいすき! チェリー&Co
- おさわがセレブ♡さくらちゃん（既刊2巻）

#### オムニバス作品
- ココロ♥あみ→ご ウチらのキズナ

### その他
- 小学館ビルありがとう！ ラクガキ大会（2013年[14]） - 参加[14]

## 関連人物
とりのなん子
親友。とりのの『とりぱん』（『モーニング』）で和央が登場する。
伊藤静
親友。上記と同様。
青木幸子
親友。上記と同様。